# Mansa rufipes
Mansa rufipes là một loài tò vò trong họ Ichneumonidae.